# Усиланский чинантекский язык
Усиланский чинантекский язык (Chinanteco del oeste central alto, Usila Chinantec) — чинантекский язык, на котором говорят в муниципалитете Пуэбло-Доче штата Веракрус и в Сан-Фелипе-Усила и ещё 12 городах штата Оахака в Мексике. У усиланского диалекта есть схожесть на 48 % с тлакоацинтепекским, на 33 % с палантланским, на 32 % с сочиапамским и на 31 % с охитланским диалектами чинантекского языка.
Подобно другим чинантекским и масатекским языкам, у усиланского есть тоны, знаменит свистящей речью. Тональная система необычная, состоящая из 5 зарегистрированных тонов.